# Список послів Перу в Австрії
Надзвичайний і Повноважний Посол Перу в Республіці Австрія є офіційним представником Республіки Перу в Республіці Австрія. Він також акредитований за сумісництвом у Словаччині та Словенії.
Обидві країни встановили офіційні зносини у XIX столітті, одразу після того, як у 1851 році Австро-Угорщина визнала незалежність Перу. До 1859 року етнічні німці з Австрії та Німеччини заснували колонію Позузо у Перу.
Через початок Першої світової війни Перу розірвало відносини як з Німеччиною, так і з Австро-Угорщиною, відновивши їх лише з Першою Австрійською Республікою після війни. Після входження Австрії до Німецької Райху в 1938 році Перу припинило відносини з Австрією, продовжуючи свої відносини з Німеччиною до 1942 року. Протягом цього періоду австрійське населення в Перу було поляризоване між лоялістами Австрії та націонал-соціалістами.
У 1947 році Перу визнало Республіку Австрія, і в 1949 році були відновлені двосторонні відносини.

## Список представників

### Австро-Угорщина (початок XIXст.)
| Ім'я                      | Портрет | Початок терміну | Кінець терміну | президент                | Примітки                                                      |
| ------------------------- | ------- | --------------- | -------------- | ------------------------ | ------------------------------------------------------------- |
| Карлос Матценауер         |         | 2 грудня 1891   | 2025 ?         | Реміхіо Моралес Бермудес | Як генеральний консул у Відні.                                |
| Карлос Ларрабуре і Корреа |         | 1909            | 1909           | Августо Б. Легія         | Як Надзвичайний Посланник і Повноважний Міністр.              |
| Андрес Авеліно Касерес    |         | 1911            | 14 квітня 1914 | Августо Б. Легія         | Як Надзвичайний Посланник і Повноважний Міністр.              |
| Алехандро фон дер Гейде   |         | 15 квітня 1914  | 1917           | Августо Б. Легія         | Як надзвичайний посланник і повноважний міністр (ad honorem). |

### Австрійська Республіка (1920—1938; 1947—2022)
| Ім'я                                    | Портрет | Початок терміну | Кінець терміну | президент              | Примітки                                                      |
| --------------------------------------- | ------- | --------------- | -------------- | ---------------------- | ------------------------------------------------------------- |
| Карлос Ларрабуре і Корреа               |         | 1928            | 1929           | Августо Б. Легія       | Як надзвичайний посланник і повноважний міністр (ad honorem). |
| Хорхе Пабло Фернандіні Малпартіда       |         | 1972            | 1976           | Хуан Веласко Альварадо | Акредитований в Туреччині.                                    |
| Аугусто Арзуб'яга Роспільйозі.          |         | 1981            | ?              | Фернандо Белаунде      | Як посол.                                                     |
| Хав'єр Паулініч Веларде                 |         | 2000            | 2004           | Альберто Фуджіморі     | Посол за сумісництвом у Словаччині, Словенії та Туреччині.    |
| Антоніо Хав'єр Алехандро Гарсія Ревілья |         | 14 березня 2009 | 28 червня 2013 | Алан Гарсія            | Як посол.                                                     |
| Рауль Чуквіара Чіль.                    |         | 28 жовтня 2015  | 12 серпня 2016 | Олланта Умала          | Як посол, акредитований в Словенії та Угорщині.               |
| Хуан Фернандо Хав'єр Рохас Саманес      |         | 1 жовтня 2016   | 30 травня 2018 | Педро Пабло Куцінський | Як посол.                                                     |
| Ерік Едгардо Гільєрмо Андерсон Мачадо.  |         | 18 серпня 2018  | 13 жовтня 2021 | Мартін Віскарра        | Як посол, акредитований у Словаччині та Словенії.             |
| Луїс Альберто Кампана Болуарте.         |         | 1 лютого 2022   | 7 грудня 2022  | Педро Кастільо         | Як посол.                                                     |